# Instituto de Arquitetos do Brasil
O Instituto de Arquitetos do Brasil (IAB) é uma instituição fundada em 26 de janeiro de 1921 com o objetivo de fomentar a discussão da arquitetura e urbanismo e divulgar a profissão do arquiteto perante a sociedade brasileira. É a entidade profissional dos arquitetos mais antiga no pais e a única representante no Brasil da União Internacional de Arquitetos, órgão máximo profissional e cultural dos arquitetos no mundo.
O IAB atua através de órgãos estaduais e em conselhos referentes a assuntos relativos aos profissionais arquitetos e a sociedade, com ênfase nas questões que envolvem a formação do arquiteto e na divulgação da atividade deste profissional. O IAB organiza, desde a década de 1940 o Congresso Brasileiros de Arquitetos e, em conjunto com a Fundação Bienal, o IAB é responsável pela organização da Bienal Internacional de Arquitetura de São Paulo.

## História
Fundado no Rio de Janeiro em 26 de janeiro de 1921, o IAB é a mais antiga das entidades brasileiras dedicadas à arquitetura, ao urbanismo e ao exercício da profissão. O IAB não tem fins lucrativos e seus dirigentes não são remunerados.
O IAB adotou o modelo federativo de organização e conta com  Departamentos autônomos em todos estados do país, que possuem, por sua vez, núcleos locais nos municípios de maior relevância. A entidade é liderada pela Direção Nacional, responsável pela articulação e pela coordenação dos Departamentos, bem como pelas ações de abrangência nacional e internacional. Sua instância política máxima é o Conselho Superior, composto por representantes de todos os Departamentos e pelos Conselheiros Vitalícios, ex-presidentes da entidade.

### O primeiro movimento
A grande transformação urbana da virada do século XX no Rio de Janeiro gera o primeiro movimento de arquitetos em torno dos interesses da profissão. Antigos documentos citam a criação do Centro de Arquitetos e Construtores do Rio de Janeiro, em 1903, um esboço inicial de agremiação dos profissionais de arquitetura. Quase duas décadas depois, em 1920, acontece o I Congresso Pan-Americano de Arquitetos, em Montevidéu. que marcou o período imediatamente anterior à fundação do instituto que deu origem ao IAB.

### O primeiro instituto de arquitetos
Em 1921, ano em que o Rio presencia outra expansão urbana, durante o governo de Epitácio Pessoa, com nova organização das camadas sociais, nasce o Instituto Brasileiro de Architectura. A entidade foi criada no dia 26 de janeiro, após reunião de 27 arquitetos e engenheiros na Escola Nacional de Belas Artes.
A agitação crescente em torno das artes e da política brasileira abriu portas para um período de efervescência, que gerou a Semana de Arte Moderna de 1922 e o Manifesto Surrealista. Diante de tantas transformações, o Instituto, com apenas um ano de trajetória, viu seus membros se dividirem. Mas a cisão não durou muito tempo: em 1925, os dois grupos se fundem no Instituto Central de Arquitetos, presidido por Fernando Nereu de Sampaio, cujo objetivo principal era a consolidação e união da classe.
O período entre 1931 e 1942 é marcado por produções emblemáticas da arquitetura brasileira: o Conjunto Arquitetônico da Pampulha, de Niemeyer; o Grande Hotel de Ouro Preto; a Avenida Presidente Vargas; os prédios decó, em Copacabana; e o Park Hotel, de Lúcio Costa, em Friburgo, entre outras. Durante seis mandatos sucessivos, de 1936 a 1943, Nestor Egydio de Figueira mantém-se na presidência do IAB, encerrando a fase dos presidentes fundadores e abrindo campanha pela eleição de grandes nomes da arquitetura.

### A vitória do modernismo
Em 1930, os arquitetos brasileiros realizam o IV Congresso Pan-americano de Arquitetos, no Rio. O evento é marcado pelo embate entre duas correntes da arquitetura: a neocolonial e a modernista, que prevalece.
Em 1931, Nestor Egydio de Figueiredo assume oficialmente a corrente modernista em sua gestão. O instituto se engaja assim na luta pela arquitetura contemporânea. É o despontar de uma nova estética.
As mudanças começaram pelo nome da entidade, que, em 1934, passa a se chamar definitivamente Instituto de Arquitetos do Brasil (IAB). A primeira reforma estatuária é providenciada no mesmo ano, seguida do lançamento do primeiro boletim oficial, em 1935, e da revista “Arquitetura e Urbanismo”, em 1936, dirigida pelo ex-presidente Cipriano Lemos.
O período entre 1931 e 1942 é marcado por produções emblemáticas da arquitetura brasileira: o Conjunto Arquitetônico da Pampulha, de Niemeyer; o Grande Hotel de Ouro Preto; a Avenida Presidente Vargas; os prédios decó, em Copacabana; e o Park Hotel, de Lúcio Costa, em Friburgo, entre outras. Durante seis mandatos sucessivos, de 1936 a 1943, Nestor Egydio de Figueira mantém-se na presidência do IAB, encerrando a fase dos presidentes fundadores e abrindo campanha pela eleição de grandes nomes da arquitetura.

### Surge a estrutura federativa e o IAB político
Na primeira metade da década de 40 surgem os primeiros departamentos estaduais do IAB, transformando a entidade até então centrada no Rio de Janeiro em uma estrutura federativa. Os primeiros departamentos foram os de Minas Gerais e de São Paulo, criados em 1943.
Se, em 1931, a entidade tinha como foco a defesa da arquitetura contemporânea, em 1944, manifesta-se abertamente pelo fim da ditadura Vargas, pela anistia geral, pela libertação dos presos políticos e pela convocação de uma Assembleia Constituinte, relacionando, portanto a prática profissional às questões políticas mais abrangentes.
Antes disso, em 1939, vem à tona a discussão se o IAB seria ou não transformado em sindicato, o que acabou não indo adiante.
O primeiro presidente fora do grupo dos 27 fundadores é Paulo Camargo de Almeida, que sonha com a conquista de uma sede para o IAB. A mesma meta foi incorporada pelos seus sucessores, Firmino Fernandes Saldanha e Milton Roberto. Este último, descrente das promessas governamentais de uma sede para o instituto, passa a buscar uma solução própria junto aos associados.

### A importante criação do COSU
Em 1956, no mandato de Ary Garcia Rosa, é finalmente criado o Conselho Superior do Instituto de Arquitetos do Brasil, o COSU, integrado por representantes de todos os departamentos estaduais e ex-presidentes.
Ao COSU, cabe traçar a política do IAB e eleger a Diretoria Nacional. Define-se, assim, a estrutura federativa do instituto. Os mandatos de Ary Garcia Rosa coincidiram também com o governo Juscelino Kubitschek e sua proposta de mudança da capital da República para o coração do Brasil.

### O seminário do Quitandinha
O IAB envolve-se diretamente no concurso para a criação da nova capital. A arquitetura brasileira transcende os limites do país (vinte e sete anos depois de sua criação, Brasília seria incorporada ao Patrimônio da Humanidade). O Instituto continua sua luta pela reformulação da regulamentação profissional, ao mesmo tempo que discute amplamente os mais variados temas ligados aos destinos do desenvolvimento brasileiro.
É eleito o primeiro presidente oriundo de um departamento estadual, o arquiteto Ícaro de Castro Mello, de São Paulo. Sob sua gestão, o IAB desenvolveu ações de grande repercussão para a categoria. A organização do Seminário de Habitação e Reforma Urbana, em julho de 1963, no Hotel Quitandinha, em Petrópolis, no Estado do Rio, é o ápice do momento.
A revista Arquitetura (1961-68), editada no Rio de Janeiro, é o principal veículo que homogeneíza o pensamento da categoria. No plano internacional, Flávio Léo da Silveira é eleito vice-presidente da União Internacional de Arquitetos (UIA). Nessas e em inúmeras outras ações de importância equivalente, o IAB mostra-se pronto a apresentar a contribuição da categoria ao país.
Mesmo após abril de 64, quando os militares assumem o poder, cabe ao IAB desenvolver uma intensa e acirrada campanha contra o Banco Nacional de Habitação (BNH), inicialmente sob a gestão de Ícaro e depois sob a gestão de Fábio Penteado, que assumiu a presidência do IAB em 1966.
No final dos anos 60, somavam-se à questão habitacional os problemas urbanos decorrentes do desenvolvimento na década anterior – tudo isso no contexto da luta contra invasão do capital multinacional, que traz reflexos diretos no exercício profissional.
O ano de 1968 tem AI-5,  e no IAB, os pequenos departamentos rebelavam-se contra o que se denominava hegemonia do eixo Rio – São Paulo, que não permitia uma participação mais efetiva das unidades com menor número de associados. Uma chapa de associados de vários Estados, tendo à frente Eduardo Kneese de Mello, é eleita, dando início à fase de transição do poder central para a estrutura federativa da entidade. Essa importante transformação no processo decisório da entidade não se faz sem grandes sacrifícios, sobretudo pela direção nacional lidar ainda com a repressão e seu “milagre brasileiro”.

### A explosão contra a repressão

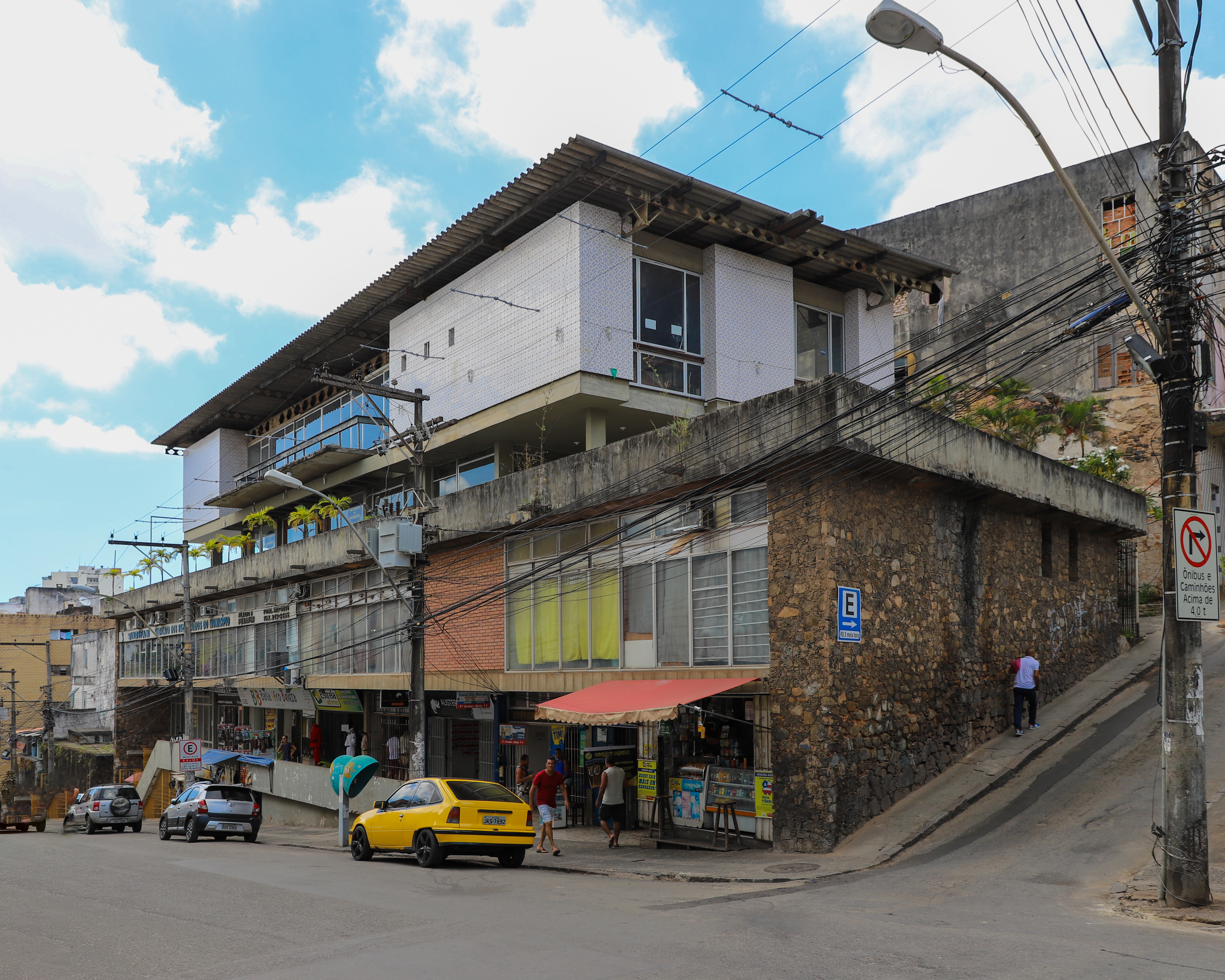
Edifício dos Arquitetos, a sede baiana do IAB, localizada em Salvador

Em 1970, Benito Sarno, da Bahia, sucede a Kneese de Mello. São realizadas, na gestão de Sarno, as reformas estatutárias que atualmente modelam o IAB: a definição do COSU como órgão máximo deliberativo e a obrigatoriedade de eleições baseadas em plataformas elaboradas por departamentos, e não mais simplesmente por nomes.
Em 1972, Miguel Alves Pereira sucede a Benito Sarno, com quem havia trabalhado estreitamente na reformulação do IAB, levando a sede nacional para Brasília e, de lá, inicia o processo de implantação da estrutura federativa e democrática da entidade. As reuniões semestrais do COSU passam a ser realizadas em diversas capitais do país, o que permite uma maior e mais intensa participação dos associados e dos departamentos, fortalecendo a entidade e sua atuação a nível interno, nacional e internacional.
Nesse momento, por força do acordo MEC-USAID, proliferam as escolas de arquitetura, enquanto a categoria sofre grandes transformações: o antigo profissional liberal, em seu pequeno atelier, perde espaço ou se integra a uma enorme massa de assalariados e, com o correr do tempo, numa massa de desempregados ou subempregados.
Nos anos 70, o país vive sob o véu da repressão. A América Latina está nas casernas. Miguel Alves Pereira é reeleito e, durante os cinco anos de sua gestão à frente do IAB, surgem os diversos sindicatos de arquitetos. Deve-se a Pereira a criação da ABEA – Associação Brasileira de Escolas de Arquitetura, entre outras realizações.
O IAB passara por um largo período voltado para si mesmo, em busca de sobrevivência, da reorganização nacional, do repensar a formação e prática profissionais. Volta exuberante, forte, numa ação que transcendeu os limites da entidade e da categoria e atingiu as ruas.
Em 1977 a Diretoria Nacional do Instituto vai para Porto Alegre sob a presidência de Demétrio Ribeiro, cuja plataforma enfatizava uma atuação ainda mais política da entidade. Foi o IAB propondo-se a exercer um papel de esclarecimento, apoio e orientação. Busca conquistar posição de liderança cultural nos assuntos a que lhe são pertinentes, preserva absoluta independência, tenta uma ação conjunta com a comunidade e outras organizações profissionais e culturais e debate temas em busca de respostas à degradação da vida urbana, da herança cultural do povo, da devastação do ambiente natural e da contaminação ambiental.

### O arquiteto assume posições em governos
A maturidade conquistada na década de 70 vai se refletir nas eleições de janeiro de 1980. A partir de um amplo e democrático debate, o Conselho Superior constrói sua plataforma com a contribuição dos departamentos do Nordeste e elege Fernando Burmeister seu novo presidente, transferindo para o Rio de Janeiro a sede da Direção Nacional.
Com o início da abertura democrática do país, inúmeros arquitetos, defendendo posições da categoria, são chamados a assumir funções em novos governos, eleitos democraticamente. Telmo Magadan assume a presidência da Empresa Brasileira de Transportes Urbanos (EBTU), passando a presidência do instituto ao vice-presidente Antônio Carlos Campelo Costa, do Ceará.
Em 1988 o IAB lança a revista oficial ARQ, distribuída a todos os associados nos estados da federação. Nela são divulgados os trabalhos da entidade, dos arquitetos, analisadas as questões relativas à arquitetura, publicados concursos, cursos, promoções, manifestações e acontecimentos no Brasil e no exterior.

### O projeto de um conselho próprio
O Brasil vivenciou uma década bastante acalorada. Impeachment do ex-presidente Fernando Collor, inflação a 81% ao mês (1990), Encontro Mundial para o Meio Ambiente (ECO 92), entre outros fatos marcaram esse período. Na arquitetura brasileira, houve a reunificação das entidades nacionais dos arquitetos (IAB, FNA dos Sindicatos, ABEA, AsBEA e ABAP) em torno de um projeto comum de Conselho próprio.
O Instituto pressionou senadores e partidos político a aprovarem o projeto de lei de criação do Conselho de Arquitetura e Urbanismo, de autoria do senador José Sarney. Com o apoio dos senadores Eduardo Azeredo (PSDB), Ana Julia Carepa (PT) e Roseana Sarney (PFL), o projeto foi aprovador por unanimidade na Comissão de Trabalho, de Administração e Serviço Público (CTASP).
Nacionalmente, a entidade ainda participou de todas as etapas da Conferência das Cidades, arregimentando arquitetos das entidades, do poder público, da academia e de outros setores, assumindo o papel de formador de opinião nas discussões e votações. Também estabeleceu uma sólida parceria com o então Ministro das Cidades, Olívio Dutra, a vice-ministra Erminia Maricato, e os secretários Raquel Rolnik e Jorge Hereda. Posteriormente com o Márcio Fortes, que veio a assumir a pasta do Ministério das Cidades.

### O IAB na nova realidade urbana brasileira
Velhas lutas vencidas, novos objetivos à vista. A conquista da alforria profissional, tarefa à qual o Instituto de Arquitetos do Brasil (IAB) dedicou boa parte de seus esforços por décadas, é alcançada. A gestão da Direção Nacional trabalha, ao lado dos departamentos estaduais, para recolocar em pauta temas essenciais ao arquiteto, à cultura arquitetônica e à própria sociedade.
O IAB dedica esforços a questões como o fortalecimento do conceito e da dimensão cultural do projeto, que é a estrutura da própria profissão, a defesa de políticas públicas que considerem a nova realidade urbana brasileira, com 85% da população nas cidades e um enorme passivo sócio-habitacional, e ainda a retomada da defesa do concurso de projeto para as obras públicas, como um fator de qualificação das cidades e de fortalecimento da cultura nacional.

### Lista completa dos ex-presidentes do IAB
- Adolfo Morales de Los Rios (1921 a 1924)
- Fernando Nereo de Sampaio (1924 a 1928)
- Cypriano Lemos (1928 a 1929)
- Adolfo Morales de los Rios Filho (1929 a 1930)
- Nestor Egydio de Figueiredo (1930 a 1932)
- Angelo Bruhns (1932 a 1933)
- Roberto Magno de Carvalho (1933 a 1934)
- Augusto Vasconcellos Junior (1934 a 1936)
- Nestor Egydio de Figueiredo (1936 a 1943)
- Paulo Camargo de Almeida (1943 a 1946)
- Firmino Fernandes Saldanha (1946 a 1949)
- Milton Roberto (1949 a 1953)
- Paulo Antunes Ribeiro (1953 a 1956)
- Ary Garcia Rosa (1956 a 1960)
- Ícaro de Castro Mello (1960 1966)
- Fábio Penteado (1966 a 1968)
- Eduardo Kneese de Mello (1968 a 1970)
- Benito Sarno (1970 a 1972)
- Miguel Alves Pereira (1972 a 1977)
- Demetrio Ribeiro (1977 a 1980)
- Fernando Burmeister (1980 a 1983)
- Telmo Magadan (1983 a 1985)
- Antônio Carlos Campello Costa (1985 a 1986)
- Fábio Goldman (1986 a 1989)
- Miguel Pereira (1989 a 1992)
- Ciro Pirondi (1992 a 1994)
- Romeu Duarte Jr. (1994 a 1996)
- Gregorio Repsold (1996 a 1998)
- Carlos Maximiliano Fayet (1998 a 2000)
- Haroldo Pinheiro Villar de Queiroz (2000 a 2004)
- Demetre Basile Anastassakis (2004 2006)
- Gilberto S. Domingues de Oliveira Belleza (2006 a 2008)
- João Virmond Suplicy Neto (2008 a 2010)
- Gilson Paranhos (2010 a 2012)
- Sérgio Ferraz Magalhães (2012 a 2017)
- Nivaldo Vieira de Andrade Junior (2017 a 2020)